# Meddle
Meddle címmel 1971. november 13-án (Amerikában október 30-án) megjelent a Pink Floyd hetedik nagylemeze. Az album felvételei a londoni Abbey Road Studiosban, az AIR Studiosban és a Morgan Sound Studiosban zajlottak 1971 januárja és augusztusa között. Az újrakevert CD változat Európában 1994 augusztusában, Amerikában 1995 áprilisában jelent meg.

## Érdekességek
Bár a dalok hangulata elég változatos, a Meddle mégis sokkal összefüggőbb, mint az 1970-es Atom Heart Mother. Az első dal szünet nélkül, szélhanggal úszik át a következőbe; ez a szélhang a The Dark Side of the Moon-on és a Wish You Were Here-en kap majd nagy jelentőséget. Egyedülálló, hogy a lemez dalai között szerepel két véglet: a legrosszabbnak és a legjobbnak tartott Pink Floyd-dal (előbbi a Seamus, utóbbi az Echoes). Nagy-Britanniában jól fogyott a lemez, annak ellenére, hogy Amerikában előbb megjelent; Nagy-Britanniában 3., Amerikában 70. lett. Viszont Amerikában 1973 októberében aranylemez, 1994. március 11-én pedig dupla platinalemez lett.
Az utolsó dal, az Echoes az eredeti album egész második oldalát elfoglalta. A dal állítólag szinkronban van Stanley Kubrick 1968-as, 2001: Űrodüsszeia című filmjének utolsó 23 percével. Végül az Echoes a címadó dala a Pink Floyd 2001-es dupla válogatáslemezének, melyen a One of These Days is rajta van, viszont az Echoes csak 16 és fél perces változatban hallható.
A One of These Days basszusszólama a Doctor Who című angol sci-fi sorozat főcímzenéjét idézi.
A Fearless végén hallható a You’ll Never Walk Alone című dal, mely a Liverpool FC himnusza. Nick Mason azt írta a Pink Floyd Inside Out – Kifordítva című könyvében, hogy érdekes, hogy pont épp Roger akarta ezt a himnuszt a végére tenni, mivel Waters buzgó Arsenal FC szurkoló volt.

## Az album dalai
1. One of These Days (David Gilmour – Nick Mason – Roger Waters – Richard Wright) – 5:58
2. A Pillow of Winds (David Gilmour – Roger Waters) – 5:11
3. Fearless (David Gilmour – Roger Waters) – 6:09
4. San Tropez (Roger Waters) – 3:44
5. Seamus (Nick Mason – David Gilmour – Roger Waters – Richard Wright) – 2:15
6. Echoes (Nick Mason – David Gilmour – Roger Waters – Richard Wright) – 23:31

## Idézet
„A Meddle az egyik kedvencem. Számomra ez jelentette a követendő utat a Pink Floyd zenéjében.” – David Gilmour – Australian Radio, 1988. február

## Közreműködők
- David Gilmour – gitár, ének, basszusgitár a One of These Days-en, szalagos effektek
- Roger Waters – basszusgitár, ének, szalagos effektek, gitár
- Richard Wright – billentyűs hangszerek, szalagos effektek, ének
- Nick Mason – dob, ütőhangszerek, szalagos effektek, ének a One of These Days-en

és
- Seamus (Steve Marriott kutyája)

## Helyezések
Album – Billboard (USA)
| Év   | Lista       | Helyezés |
| ---- | ----------- | -------- |
| 1971 | Pop Albumok | #70      |

## Külső hivatkozások
- Általános információk